# 雷科瓦河
53°49′05″N 15°16′16″E / 53.81806°N 15.27111°E
雷科瓦河（波蘭語：Rekowa）是波蘭的河流，位於該國北部，處於西波美拉尼亞省，屬於雷加河的右支流，河道全長22公里，流域面積110平方公里，河口處在普沃蒂附近。